# Výhledy (Fichtelgebirge)
Der Výhledy (deutsch: Oberkunreuthberg) ist ein bewaldeter Berg im bayerisch-tschechischen Grenzgebiet, südlich von Schirnding in Oberfranken. Der Gipfel liegt mit 656 m n.m. im Ostteil des Kohlwaldes auf tschechischer Seite. Auf bayerischer Seite wird der Berg als Oberkunreuthberg oder häufig auch Schwarzberg (in Anlehnung an den in der Nähe befindlichen Grünberg) bezeichnet.

## Geographie
Der Výhledy ist die höchste Erhebung des Kohlwaldes im südöstlichen Fichtelgebirge (Nordostbayern). Der Großteil des Berges und die Gipfelregion befinden sich in Tschechien im Naturpark Smrčiny (deutsch: Fichtelgebirge).
In der geomorphologischen Gliederung des Nachbarlandes Tschechien wird das Chebská pahorkatina (deutsch: Egerer Hügelland) dem (Hohen) Fichtelgebirge als Haupteinheit Smrčiny (I3A-1) zugeordnet.

## Gewässer
Neben zahlreichen Quellen und Bachläufen ist die am Výhledy aus zwei Quellbächen entspringende Feisnitz der größte Wasserlauf im Kohlwald. Sie fließt am Südrand des Gebirges in westliche Richtung. Auch der Buch- und der Hundsbach entspringen am Výhledy und fließen in nordöstlicher bzw. südlicher Richtung.

## Geschichte
Benannt war der Berg nach dem an seinem Ostfuß liegenden Ort Oberkunreuth (tschechisch: Horní Hraničná). Am Südosthang steht in unmittelbarer Grenznähe auf tschechischer Seite in ca. 620 m ü. NN ein Steinkreuz.

## Bauwerke
Am Westhang des Výhledy befindet sich auf der Grenze Bayern-Böhmen das Brunnenhaus des Buchbrunnens.

## Karten
- Fritsch Wanderkarte 1:50.000 Fichtelgebirge-Steinwald